# شيمار مور
شيمار مور (بالإنجليزية: Shemar Franklin Moore)‏ هو عارض وممثل أمريكي، ولد في 20 أبريل 1970 بأوكلاند في الولايات المتحدة. بدأ مشواره المهني سنة 1994.

## أعمال

### أفلام
- (2005) يوميات امرأة سوداء مجنونة

### مسلسلات
- عقول إجرامية

## وصلات خارجية
- شيمار مور على موقع IMDb (الإنجليزية)
- شيمار مور على موقع ألو سيني (الفرنسية)
- شيمار مور على موقع تيرنر كلاسيك موفيز (الإنجليزية)
- شيمار مور على موقع أول موفي (الإنجليزية)
- شيمار مور على موقع قاعدة بيانات الأفلام السويدية (السويدية)
- شيمار مور على موقع إن إن دي بي (الإنجليزية)
- شيمار مور على موقع قاعدة بيانات الفيلم (الإنجليزية)
- شيمار مور على موقع كينوبويسك (الروسية)